# Les Heures (roman)
Les Heures (titre original : The Hours) est le quatrième roman de Michael Cunningham, romancier américain. Il a reçu le prix Pulitzer de la fiction et le PEN/Faulkner Award en 1999.

## Résumé
Ce roman raconte l'histoire de trois femmes issues de générations différentes : l'Angleterre de 1923 pour Virginia Woolf ; les États-Unis d'après guerre (1949) pour Laura Brown ; et enfin New York de la fin du XXe siècle (1999) pour Clarissa Vaughan. Chaque chapitre est consacré à une de ces trois histoires mais les intrigues sont en réalité mêlées les unes aux autres. Clarissa Vaughan n'est pas uniquement liée par son prénom à Clarissa Dalloway, héroïne du roman le plus connu de Virginia Woolf. Quant à Laura Brown, elle s'émerveille devant le livre qu'elle ne veut pas quitter (Mrs Dalloway) et se demande comment un écrivain aussi talentueux que Virginia Woolf peut arriver à se suicider. C'est là en effet un des principaux thèmes du roman : la tentation de mettre fin à sa vie. Le livre interroge en effet sur la santé mentale ainsi que, comme le titre l'indique, le rapport que nous avons au temps. Il questionne également les conventions sociales par l'intermédiaire notamment du personnage de Laura Brown, mère de famille qui ne parvient pas à assumer sa tâche. Les mœurs sexuelles sont aussi d'une grande importance dans le roman : Virginia Woolf, bien que mariée à un homme, embrasse une femme ; quant à Clarissa Vaughan, elle partage sa vie avec une femme tandis que son amour de jeunesse Richard Brown est dévoré par le sida. 

## Personnages
1923
- Virginia Woolf
- Leonard Woolf, mari de Virginia
- Vanessa Bell, sœur de Virginia
- Nelly Boxall, cuisinier de Virginia et Leonard
- Julian, Quentin et Angelica, enfants de Vanessa

1949
- Laura Brown
- Dan Brown, mari de Laura
- Richie Brown, fils de Laura
- Kitty, voisine de Laura
- Mrs Latch, babysitter

1999
- Clarissa Vaughan, éditrice
- Sally, partenaire de Clarissa
- Richard Brown, fils de Laura et amour de jeunesse de Clarissa
- Louis Waters, ex-amant de Richard, ami de Richard et de Clarissa
- Julia Vaughan, fille de Clarissa
- Mary Krull, amie de Julia

## Adaptations

### Au cinéma
- 2002 : The Hours, film américano-britannique réalisé par Stephen Daldry, avec Nicole Kidman, Meryl Streep et Julianne Moore.

### A l'opéra
- 2022 : The Hours, opéra avec une musique de Kevin Puts et un livret de Greg Pierce.